# Куб (шоу)
Куб — українське розважальне телешоу, що виходило в ефір на телеканалі СТБ. Це український аналог британського телешоу "The Cube". Перший випуск шоу вийшов 21 листопада 2011 року, а останній 29 грудня 2014. Це шоу, де майже кожен охочий мав можливість пройти сім ігор усередині куба та виграти головний приз — 500 тисяч гривень (спочатку — 250 тисяч гривень). знову в ефірі на телеканалі ІНТЕР. Перший випуск шоу вийшов з 30 червня 2025

## Правила
Щоб пройти 7 ігор, учасник мав 9 життів, які втрачалися у випадку невдалого проходження гри.
(1-3 сезони)
- 1 000 грн.
- 5 000 грн.
- 10 000 грн.
- 20 000 грн.
- 50 000 грн.
- 100 000 грн.
- 250 000 грн.

(4-5 сезони)
- 5 000 грн.
- 10 000 грн.
- 20 000 грн.
- 50 000 грн.
- 100 000 грн.
- 250 000 грн.
- 500 000 грн.

(з 6 сезони)
- 5 000 грн.
- 15 000 грн.
- 30 000 грн.
- 50 000 грн.
- 125 000 грн.
- 300 000 грн.
- 745 000 грн.

Якщо учасник втрачав усі 9 життів, він залишав гру ні з чим.
Також один раз за гру учасник міг скористатись такими можливостями: «спрощення гри», «вільна спроба» та «заміна гравця».
Лише одному учаснику шоу вдалося пройти сьому гру та виграти головний приз, це Андрій Серко. Також троє учасників змогли пройти шість ігор, але вони забрали гроші.
СТБ вирішив закрити «Куб» по закінченні 5 сезону, тому що рейтинги з кожним випуском зменшувалися. Тому шоу не матиме продовження.
ІНТЕР нове шоу Куб з 6 сезону кращі випуски стане Ведучими Юрій Макаров

## Ведучий
- Максим Чмерковський — ведучий з осені 2011 по осінь 2013 роки.
- Дмитро Танкович (капітан команди КВН «ЧП», Мінськ (2001–2006 рр)) — ведучий з осені 2013 по грудень 2014 року
- Макаров Юрій Володимирович — ведучий з літні 2025 року